# Bee
Bée (Bé in piemontese, Bee in lombardo) è un comune italiano di 768 abitanti della provincia del Verbano-Cusio-Ossola in Piemonte. Situato su di un ampio pianoro con cui sono intercalate le colline che fanno da corollario al Lago Maggiore, si è visto trasformato grazie alla sua invidiabile posizione, dal turismo di fine Ottocento.

## Geografia fisica
Il comune si adagia ai piedi del monte Cimolo (959 m) e del monte San Salvatore (825 m).

## Origini del nome
È stato ipotizzato, senza prove documentali, che il nome possa derivare da latino beta per barbabietola al plurale

## Storia
Un documento notarile al 1175, che, fa riferimento ad un tal Loannis de Bee, dimostra come già nel XII secolo fosse conosciuto un locus con tale denominazione. È stato per secoli sotto la signoria della ricca e potente famiglia Moriggia di Frino, ove risiedeva il loro castello.
Il 16 settembre 1943 furono rastrellati a Pian Nava due delle 57 vittime dell'Eccidio del Lago Maggiore.

### Simboli
Lo stemma e il gonfalone sono stati concessi con DPR del 29 aprile 1958 trascritto nel Registro Araldico dell'Archivio Centrale dello Stato il 28 luglio dello stesso anno.
Il gonfalone è un drappo partito di bianco e di azzurro.

## Monumenti e luoghi d'interesse
Accanto alle classiche architetture montane dell'antico borgo, racchiuso attorno alla caratteristica piazzetta Belvedere, sono così state edificate, espandendo il perimetro dell'abitato, le grandi ville delle ricercate linee costruttive: si passa al liberty delle Ville Frova (successivamente passata in proprietà Altieri) e Farinet, ai tipici caratteri neocastellani della sede estiva dei birrai tedeschi Würer, per terminare nella straordinaria originalità di Villa Castiglioni. Questa rappresenta una notevole interpretazione nei tipici elementi dell'architettura locale: il duplice loggiato sovrapposto, l'arco ribassato, il tetto in piode.
Domina il paese la parrocchiale di Santa Croce, edificio settecentesco, sorto sul sito di un oratorio precedente, di cui si hanno testimonianze a partire dal XVI secolo. La chiesa attuale, è però il risultato di restauri successivi che, a partire dalla metà del secolo scorso, hanno portato alla formazione di due navate laterali e alla costruzione di un grande porticato di ingresso.
Nel 1999 T.Y.S. Lama Gangchen Rinpoche, maestro tibetano e guaritore, ha fondato nella piccola frazione di Albagnano, l’Albagnano Healing Meditation Centre. Albagnano ospita anche l’Associazione Kunpen Lama Gangchen e il Tempio del Cielo sulla Terra, luogo di culto aperto al pubblico, dedicato allo studio e alla pratica del buddhismo tibetano.
Negli anni, il centro è diventato un punto di riferimento per una comunità sempre più ampia, unita dall’interesse per la spiritualità e per uno stile di vita in armonia con la natura. Un vero e proprio "piccolo Tibet", che conserva e promuove l’arte e la cultura himalayana e che accoglie, durante tutto l’anno, lama tibetani e altri maestri.

## Società

### Evoluzione demografica
Abitanti censiti

## Geografia antropica

### Frazioni
Ha tre piccole frazioni: Pian Nava (sopra il paese), Albagnano (sull'altro versante della vallata) e Roncaccio. 

Pian Nava dalla sua chiesetta.

#### Roncaccio
Situata ad ovest del nucleo antico di Bée sorge la frazione di Roncaccio, località segnalata in documenti già a partire dal XIV secolo. Di questa frazione si può notare la straordinaria ricchezza di immagini sacre dipinte nelle varie epoche sui muri delle case e delle numerose cappelle votive. L'affresco della Divina Pastora : il dipinto rappresenta la Madonna in un'insolita dedizione alla pastorizia con l'arcangelo Michele che dal cielo trafigge il lupo, minaccia per il gregge. Sempre la Vergine è il soggetto del pregevole affresco seicentesco conservato nella Cappella dello Sciuvlìno, nella parte più antica di Roncaccio.

#### Albagnano
La frazione Albagnano è posto sulla costa del monte San Salvatore. La dominante di tale frazione è uno stile architettonico, risalente al tardo Settecento, fatto di archi a volte in pietra. La frazione è sede di un monastero retto da lama Gangchen, monaco buddhista tibetano da anni dedito all'insegnamento del Buddhismo tantrico e della medicina tradizionale del Tibet.

#### Pian Nava
Più recente è invece l'origine di Pian Nava, ultima tra le frazioni di Bee l'oratorio della Madonna della Neve, ultimato nel 1928.

## Amministrazione
Di seguito è presentata una tabella relativa alle amministrazioni che si sono succedute in questo comune.
| Periodo          | Periodo          | Primo cittadino             | Partito                                             | Carica      | Note  |
| ---------------- | ---------------- | --------------------------- | --------------------------------------------------- | ----------- | ----- |
| 24 aprile 1995   | 14 giugno 1999   | Renato Vietti               | centro                                              | Sindaco     | [ 9 ] |
| 14 giugno 1999   | 14 giugno 2004   | Luigi Airoldi               | lista civica                                        | Sindaco     | [ 9 ] |
| 14 giugno 2004   | 8 giugno 2009    | Luigi Airoldi               | lista civica                                        | Sindaco     | [ 9 ] |
| 8 giugno 2009    | 31 dicembre 2013 | Alessandro Borella          | lista civica                                        | Sindaco     | [ 9 ] |
| 31 dicembre 2013 | 26 maggio 2014   | Cinzia Francesca L'episcopo |                                                     | Comm. pref. | [ 9 ] |
| 26 maggio 2014   | 27 maggio 2019   | Alessandro Borella          | lista civica Bée in comune                          | Sindaco     | [ 9 ] |
| 27 maggio 2019   | 10 giugno 2024   | Marco Vietti                | lista civica Il paese che vogliamo                  | Sindaco     | [ 9 ] |
| 10 giugno 2024   | in carica        | Marco Vietti                | lista civica Il Paese che vogliamo - Insieme si può | Sindaco     | [ 9 ] |